# Graphogonalia evagorata
Graphogonalia evagorata är en insektsart som beskrevs av Young 1977. Graphogonalia evagorata ingår i släktet Graphogonalia och familjen dvärgstritar. Inga underarter finns listade i Catalogue of Life.